# Eustachova trubice
Eustachova trubice (latinsky: tuba pharyngotympanica, tuba eustachii) nebo sluchová trubice (tuba auditiva) je trubice dlouhá  3,5–4,5 cm, která spojuje nosohltan a dutinu středního ucha, a umožňuje tak vyrovnávání tlaku na obou stranách bubínku. Eustachovou trubicí mohou pronikat záněty do středního ucha, zejména v dětském věku. Je pojmenována po svém objeviteli, renesančním italském lékaři Bartolomeovi Eustachim.